# Bahnhof Karuizawa
Der Bahnhof Karuizawa (軽井沢駅 Karuizawa-eki) ist ein Bahnhof auf der japanischen Insel Honshū, betrieben von der Bahngesellschaft JR East. Er befindet sich in der Präfektur Nagano auf dem Gebiet der Stadt Karuizawa. Unter anderem halten hier Shinkansen-Hochgeschschwindigkeitszüge. Außerdem ist Karuizawa der höchstgelegene Bahnhof des Shinkansen-Netzes (940 m T.P.).

## Verbindungen
Karuizawa ist ein Anschlussbahnhof an der Schnellfahrstrecke Hokuriku-Shinkansen von JR East, die Tokio mit Nagano, Kanazawa und Tsuruga verbindet. Hier trifft sie auf die Shinano-Linie Linie der Bahngesellschaft Shinano Tetsudō, die einem Teil der früheren Shin’etsu-Hauptlinie entspricht und nach Nagano führt. Shinkansen-Hochgeschwindigkeitszüge halten in jeder Richtung ein- oder zweimal je Stunde, wobei zwei verschiedene Zuggattungen vertreten sind. Die Asama-Züge fahren von Tokio nach Nagano und halten dabei an allen Zwischenstationen. Vor allem morgens und abends halten hier auch Hakutaka-Züge von Tokio nach Kanazawa oder Tsuruga, wobei bis Nagano mehrere Bahnhöfe übersprungen werden.
Auf der Shinano-Linie fahren Nahverkehrszüge ungefähr alle 40 bis 60 Minuten über Ueda nach Nagano; in einzelnen Fällen ist in Komoro ein Umsteigen erforderlich. Auf dem nördlichen Bahnhofsvorplatz befinden sich mehrere Bushaltestellen. Diese werden von einem Dutzend Linien der Gesellschaften Seibu Kankō Bus, Kosakuru Kōtsū und Nagaden Bus sowie des städtischen Busbetriebs bedient. Eine Buslinie von JR Kantō Bus führt nach Yokokawa und ersetzt dabei einen stillgelegten Abschnitt der Shin’etsu-Hauptlinie über den Usui-Pass. Hinzu kommen Fernbuslinien verschiedener Anbieter.

## Anlage
Der Bahnhof steht zwischen dem Stadtzentrum an der Nordseite und dem luxuriösen Ferienresort Karuizawa Prince Hotel in einem parkähnlichen Gelände an der Südostseite. An der Südwestseite erstreckt sich die zum Seibu-Konzern gehörende Prince Shopping Plaza mit mehreren Outlet-Geschäften. Allgemein ist die Umgebung stark touristisch geprägt.
Die von Osten nach Westen ausgerichtete Anlage besteht aus zwei Teilen und umfasst sechs Gleise, die alle dem Personenverkehr dienen. Diese liegen an drei vollständig überdachten Mittelbahnsteigen. An der Südseite liegen auf einem Viadukt die beiden Shinkansen-Bahnsteige, die zusätzlich mit Lärmschutzwänden abgeschirmt sind. Der ebenerdige Bahnsteig an der Nordseite ist halb so lang wie die anderen und dient dem Regionalverkehr auf der kapspurigen Shinano-Linie. Alle Bahnsteige sind über eine breite überdachte Fußgängerpassage miteinander sowie mit den Vorplätzen an der Nord- und Südseite verbunden, welche die gesamte Anlage überquert; die Dachfenster sind zum Teil mit Glasmalereien verziert.
Die Kapspurgleise reichen von Westen her kommend nur bis zum östlichen Ende des Bahnsteigs und enden dort stumpf; bis 1997 führten sie als Teil der Shin’etsu-Hauptlinie weiter über den Usui-Pass in Richtung Takasaki. Von den umfangreichen Gleisanlagen im Osten mit Depot für die Schiebelokomotiven und Abstellbahnhof ist nichts erhalten geblieben. Zudem musste das ursprüngliche Empfangsgebäude zunächst dem Bau des Shinkansen-Bahnhofteils weichen, wurde dann aber anschließend originalgetreu wiederaufgebaut und steht nun der Shinano Tetsudō zur Verfügung.
Im Fiskaljahr 2019 nutzten täglich durchschnittlich 4042 Fahrgäste den Bahnhof, davon entfielen 2518 auf den Shinkansen und 1524 auf die Shinano-Linie.

## Gleise
JR East (Shinkansen):
| 1/2 | ▉ Hokuriku-Shinkansen | Takasaki • Ōmiya • Tokio             |
| 3/4 | ▉ Hokuriku-Shinkansen | Nagano • Toyama • Kanazawa • Tsuruga |

Shinano Tetsudō:
| 1/2 | ▉ Shinano-Linie | Ueda • Shinonoi • Nagano |

## Bilder

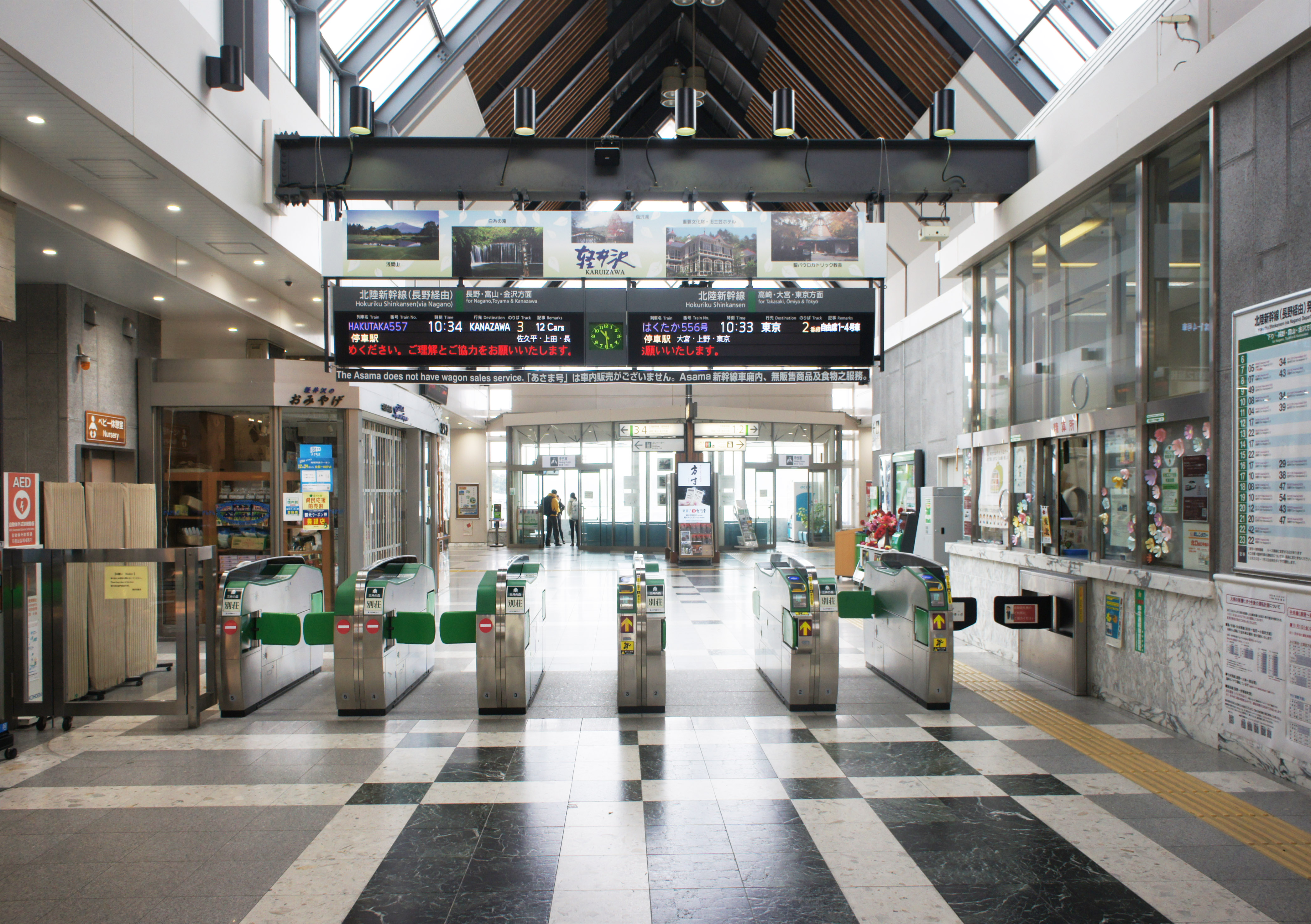
Bahnsteigsperren
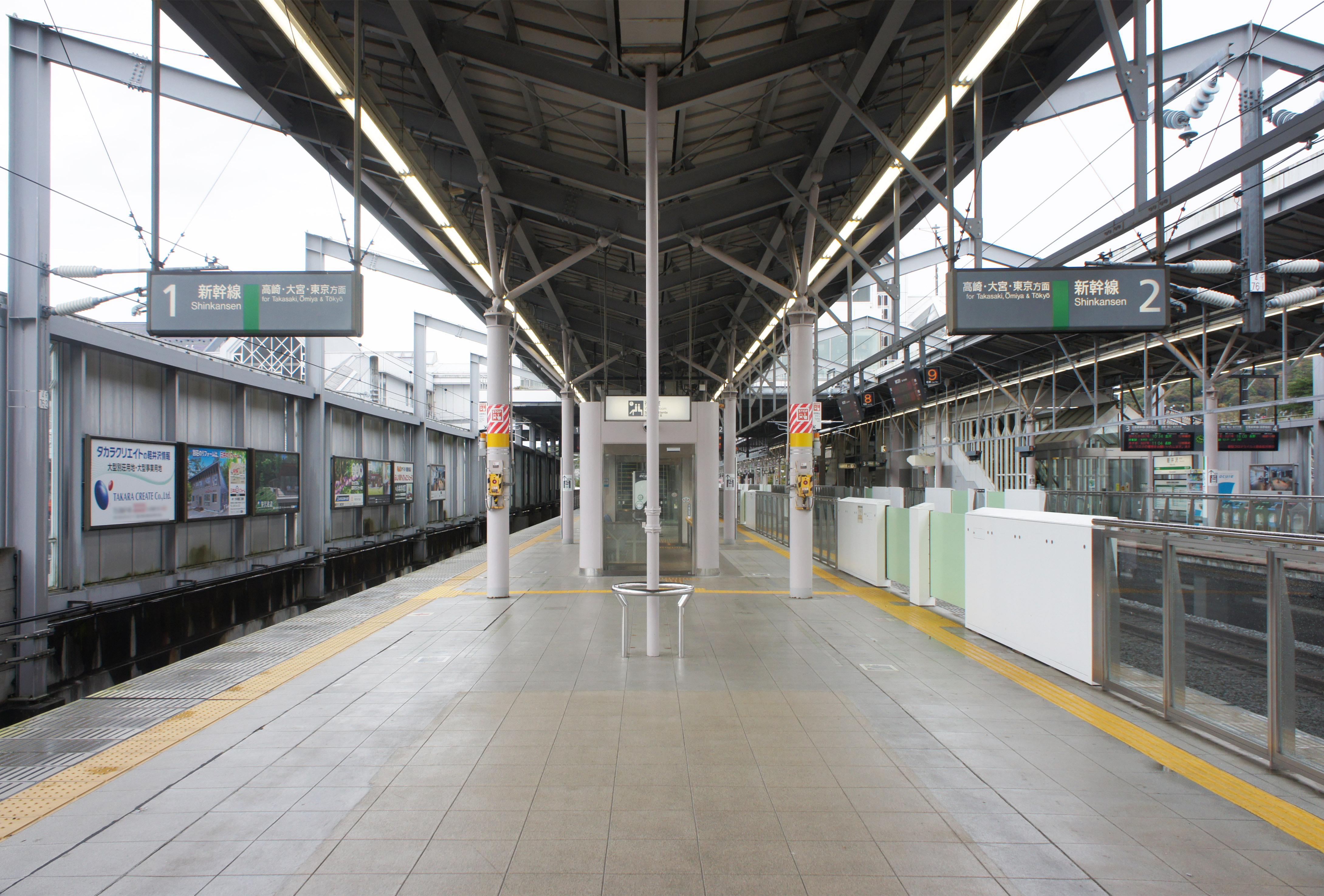
Shinkansen-Bahnsteig (Gleise 1/2)
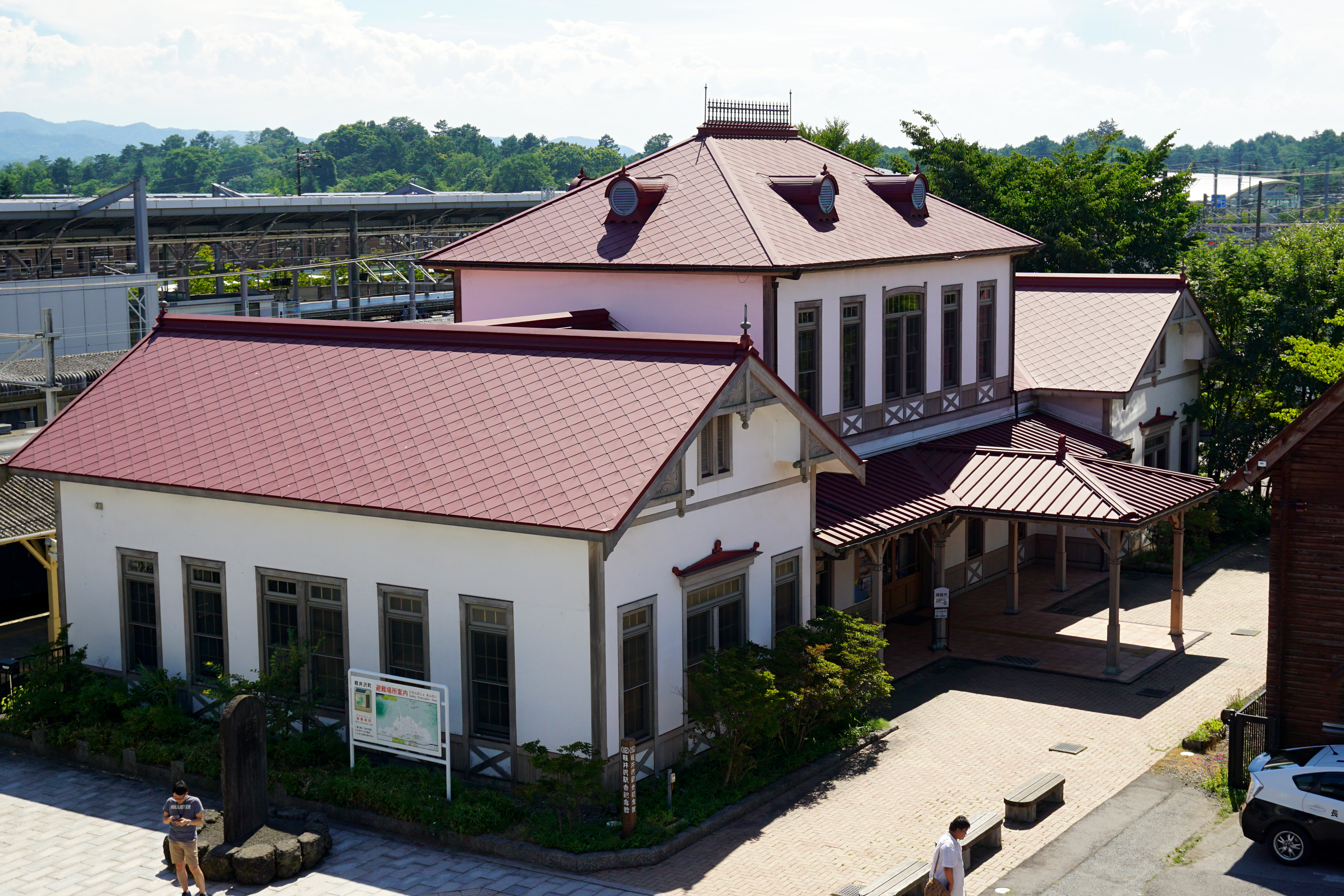
Altes Empfangsgebäude (Shinano Tetsudō)
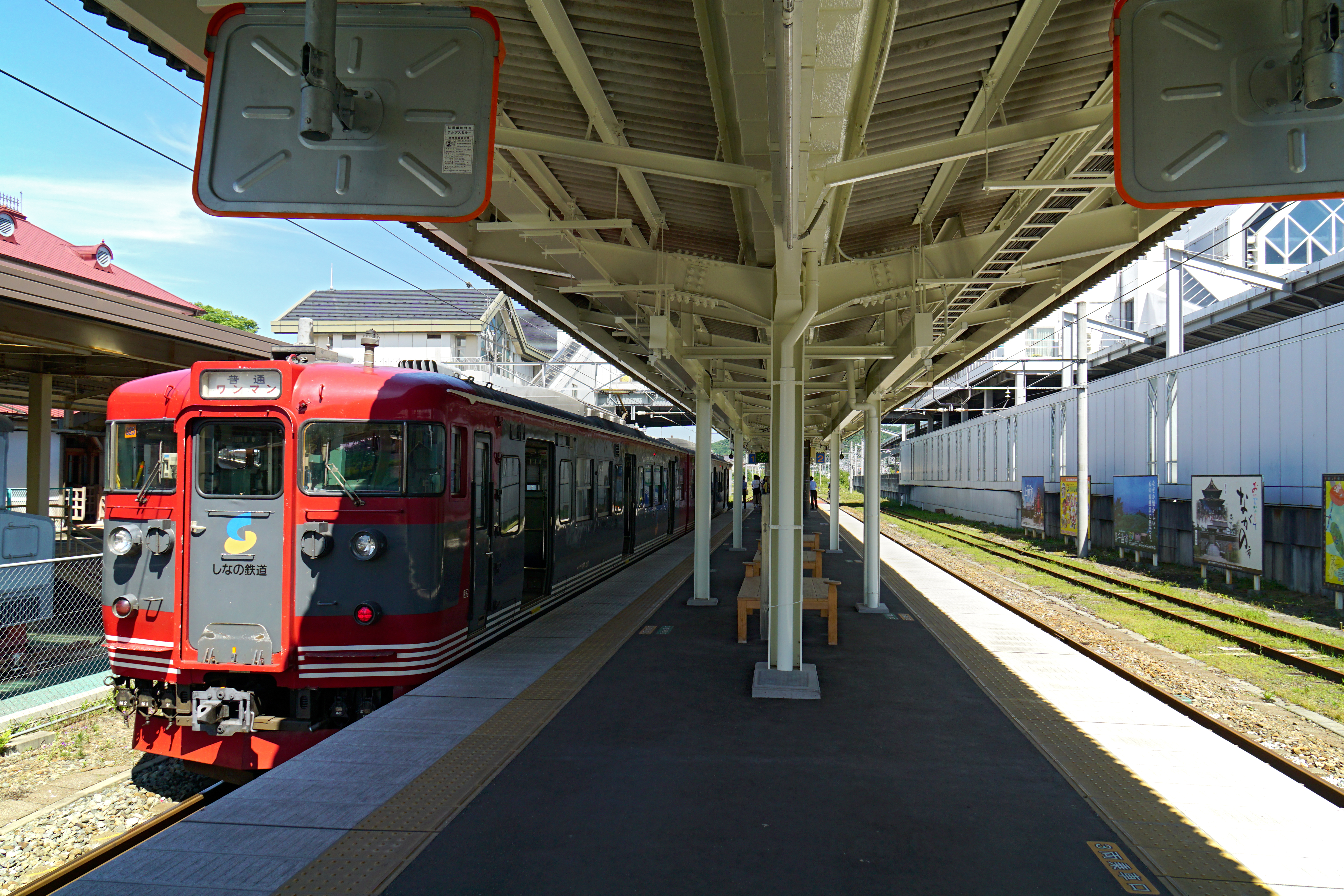
Bahnsteig Shinano-Linie
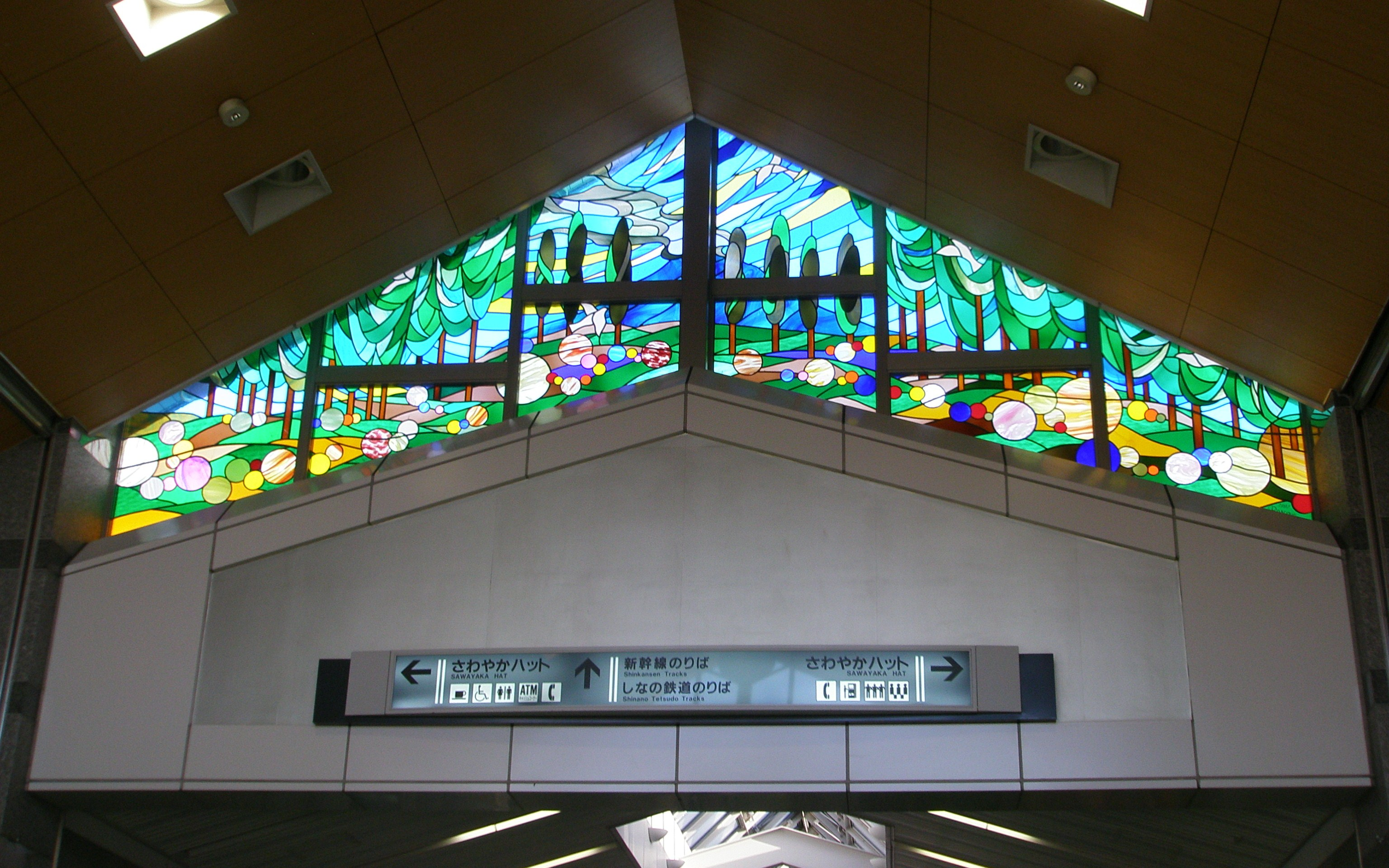
Glasmalerei in der Fußgängerbrücke
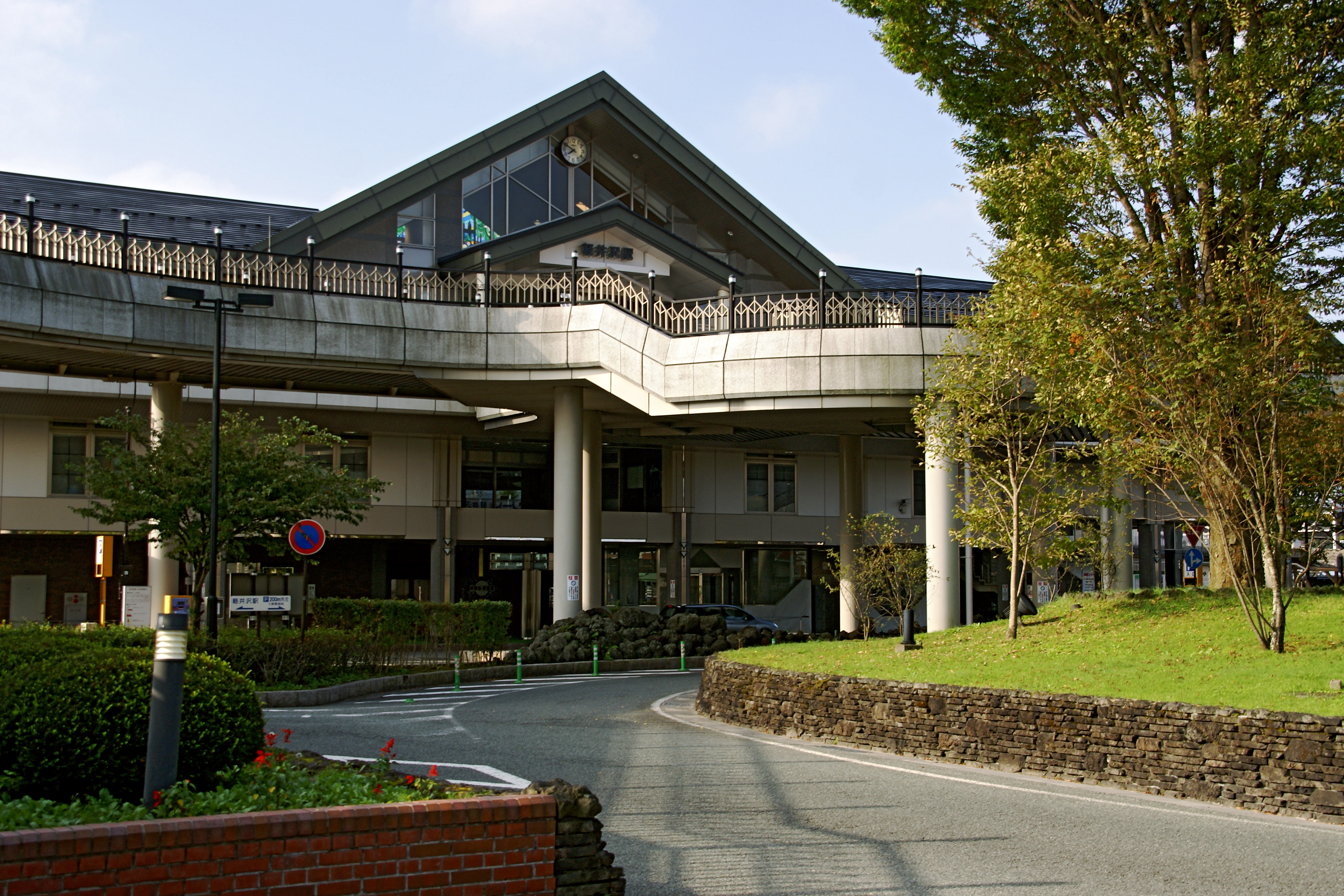
Nordausgang

## Linien
| Verlauf der Hokuriku-Shinkansen |
| --- |
| Takasaki • Annaka-Haruna • Karuizawa • Sakudaira • Ueda • Nagano • Iiyama • Jōetsumyōkō • Itoigawa • Kurobe-Unazukionsen • Toyama • Shin-Takaoka • Kanazawa • Komatsu • Kagaonsen • Awaraonsen • Fukui • Echizen-Takefu • Tsuruga |

| Verlauf der Shinano-Linie |
| --- |
| Karuizawa • Naka-Karuizawa • Shinano-Oiwake • Miyota • Hirahara • Komoro • Shigeno • Tanaka • Ōya • Shinano-Kokubunji • Ueda • Nishi-Ueda • Tekuno-Sakaki • Sakaki • Togura • Chikuma • Yashiro • Yashiro-kōkō-mae • Shinonoi (• Nagano) |

## Geschichte
Mitte der 1880er Jahre begann die staatliche Eisenbahnbehörde mit dem Bau der Shin’etsu-Hauptlinie, wobei besonders die Überquerung des Usui-Passes eine ingenieurtechnische Herausforderung darstellte. Um die Zeit bis zur Fertigstellung dieses Gebirgsbahnabschnitts zu überbrücken, entstand eine Pferdebahn entlang der Passstraße von Yokokawa nach Karuizawa, die erstmals am 5. September 1888 verkehrte. Sie endete vor dem noch im Bau befindlichen Bahnhof, der am 1. Dezember desselben Jahres zusammen mit dem Teilstück nach Ueda in Betrieb ging. Nach zweijähriger Bauzeit wurde der tunnel- und steigungsreiche sowie mit Zahnstange ausgestatteten Abschnitt über den Usui-Pass am 1. April 1893 in Betrieb genommen, womit auch die Verbindung Takasaki–Naoetsu durchgehend befahrbar war. Am selben Tag erfolgte die Stilllegung der Pferdebahn. Die Passstrecke war bis zu 66,7 Promille steil, weshalb in Karuizawa Lokomotiven für den Vorspannbetrieb bereitgehalten werden mussten; daran änderte sich auch nach der Elektrifizierung im Jahr 1912 vorerst nichts. Am 22. Juli 1915 eröffnete die lokale Bahngesellschaft Kusakaru Denki Tetsudō den ersten Abschnitt der Kusakaru-Bahn, einer schmalspurigen Kleinbahn in Richtung Kusatsu Onsen. Diese wurde am 25. April 1960 stillgelegt.
Am 15. Juli 1963 eröffnete die Japanische Staatsbahn eine neue zweigleisige Trasse am Usui-Pass, die parallel zur alten Zahnradstrecke verlief ausgelegt war. Zwar war sie ebenfalls bis zu 66,7 Promille steil, aber für den Adhäsionsbetrieb optimiert, so dass das Rangieren von Lokomotiven in Karuizawa weitgehend entfallen konnte. Die alte Trasse wurde vorsichtshalber erst am 30. September desselben Jahres stillgelegt. Aus Rationalisierungsgründen stellte die Staatsbahn am 15. November 1982 den Güterumschlag ein, am 1. Februar 1984 auch die Gepäckaufgabe. Im Rahmen der Staatsbahnprivatisierung ging der Bahnhof am 1. April 1987 in den Besitz der neuen Gesellschaft JR East über.